# Шаумяновский сельсовет (Ставропольский край)
Шаумя́новский сельсове́т — упразднённое сельское поселение в составе Георгиевского района Ставропольского края Российской Федерации.

## География
Находится в южной части Георгиевского района.

## История
1 июня 2017 года, в соответствии с Законом Ставропольского края от 2 марта 2017 года № 21-кз, городской округ город Георгиевск и все муниципальные образования Георгиевского муниципального района (Александрийский сельсовет, Балковский сельсовет, станица Георгиевская, село Краснокумское, Крутоярский сельсовет, станица Лысогорская, Незлобненский сельсовет, село Новозаведенное, посёлок Новый, село Обильное, станица Подгорная, Ульяновский сельсовет, Урухский сельсовет и Шаумяновский сельсовет) преобразованы, путём их объединения, в Георгиевский городской округ.

## Население
| 1989  | 2002  | 2010  | 2011  | 2012  | 2013  |
| ----- | ----- | ----- | ----- | ----- | ----- |
| 3213  | ↗3830 | ↗3980 | ↘3978 | ↘3962 | ↗3964 |
| 2014  | 2015  | 2016  | 2017  |       |       |
| ↘3872 | ↘3820 | ↘3791 | →3791 |       |       |

### Национальный состав
По итогам переписи населения 2010 года на территории поселения проживали следующие национальности (национальности менее 1 %, см. в сноске к строке «Другие»):
| Национальность | Численность | Процент |
| -------------- | ----------- | ------- |
| Русские        | 3621        | 90,98   |
| Армяне         | 182         | 4,57    |
| Другие         | 177         | 4,45    |
| Итого          | 3980        | 100,00  |

## Состав сельского поселения
До упразднения Шаумяновского сельсовета в состав его территории входили 4 населённых пункта:
| № | Населённый пункт | Тип населённого пункта          | Население |
| - | ---------------- | ------------------------------- | --------- |
| 1 | Новомихайловский | хутор                           | ↘200      |
| 2 | Ореховая Роща    | посёлок                         | ↘300      |
| 3 | Семёновка        | посёлок                         | →200      |
| 4 | Шаумянский       | посёлок, административный центр | ↗3100     |

## Местное самоуправление
- Совет депутатов сельского поселения Шаумяновский сельсовет (состоял из 11 депутатов, избираемых на муниципальных выборах по одномандатным избирательным округам сроком на 5 лет)
- Администрация сельского поселения Шаумяновский сельсовет

Председатели совета депутатов
- Несвет Любовь Петровна, глава поселения
- Хубиева Галина Владимировна

Главы администрации
- Хубиева Галина Владимировна, глава поселения[17]

## Инфраструктура
- Дом культуры
- Ставропольская опытная станция по садоводству Северо-Кавказского зонального НИИ садоводства и виноградарства РАСХН

## Образование
- Детский сад № 4 «Ручеёк»
- Средняя общеобразовательная школа № 17

## Экономика
- Колхоз-племзавод им. Шаумяна
- Опытная станция по садоводству
- Карьеры кирпичного завода

## Религия
- Храм иконы Божией Матери Всех скорбящих Радость[18]

## Памятники
- Памятник воинам-землякам, погибшим в годы Великой Отечественной войны. 1966 год[19]